# Tipula pallidineuris
Tipula pallidineuris är en tvåvingeart som beskrevs av Pierre Justin Marie Macquart 1846.
Tipula pallidineuris ingår i släktet Tipula och familjen storharkrankar. Artens utbredningsområde är Colombia. Inga underarter finns listade i Catalogue of Life.